# مردوخ زكير شومي الثاني
مردوخ زكير شومي الثاني هو ملك كلداني تولى الحكم في بابل قي عام 703 ق م وشكل أول مملكة كلدانية في بابل، وقاد ثورة للكلدانيين ضد الاحتلال الاشوري لبلاد بابل في عهد الملك الاشوري سنحاريب، وثم خلفه في الحكم ابنه مردوخ ابلا ايدينا الثاني.